# Емамзаде-Аббас (Марказі)
Емамзаде-Аббас (перс. امامزاده عباس) — село в Ірані, у дегестані Міладжерд, у бахші Міладжерд, шахрестані Коміджан остану Марказі. За даними перепису 2006 року, його населення становило 999 осіб, що проживали у складі 224 сімей.

## Клімат
Середня річна температура становить 12,58 °C, середня максимальна – 31,93 °C, а середня мінімальна – -10,75 °C. Середня річна кількість опадів – 282 мм.
| Клімат поселення                              | Клімат поселення | Клімат поселення | Клімат поселення | Клімат поселення | Клімат поселення | Клімат поселення | Клімат поселення | Клімат поселення | Клімат поселення | Клімат поселення | Клімат поселення | Клімат поселення | Клімат поселення |
| Показник                                      | Січ.             | Лют.             | Бер.             | Квіт.            | Трав.            | Черв.            | Лип.             | Серп.            | Вер.             | Жовт.            | Лист.            | Груд.            |                  |
| Середній максимум, °C                         | 8,19             | 10,78            | 15,42            | 20,83            | 24,90            | 31,51            | 31,93            | 30,84            | 26,40            | 21,31            | 14,86            | 8,62             |                  |
| Середня температура, °C                       | −1,28            | 1,33             | 5,94             | 11,36            | 15,43            | 22,04            | 25,64            | 24,54            | 20,08            | 15,00            | 8,56             | 2,31             |                  |
| Середній мінімум, °C                          | −10,75           | −8,15            | −3,53            | 1,90             | 5,96             | 12,57            | 19,33            | 18,23            | 13,77            | 8,72             | 2,25             | −4               |                  |
| Норма опадів, мм                              | 43               | 35               | 49               | 38               | 34               | 7                | 1                | 1                | 1                | 8                | 25               | 40               |                  |
| Середньомісячна швидкість вітру, м/с          | 2.01             | 2.10             | 3.23             | 3.35             | 2.75             | 2.61             | 2.68             | 2.58             | 2.38             | 2.28             | 1.95             | 1.74             |                  |
| Середньомісячна сонячна радіація, кДж/м²·день | 8790             | 12057            | 14510            | 18008            | 22199            | 26854            | 25834            | 23912            | 20731            | 15211            | 10778            | 8706             |                  |
| --------------------------------------------- | ---------------- | ---------------- | ---------------- | ---------------- | ---------------- | ---------------- | ---------------- | ---------------- | ---------------- | ---------------- | ---------------- | ---------------- | ---------------- |
| Джерело:                                      |                  |                  |                  |                  |                  |                  |                  |                  |                  |                  |                  |                  |                  |